# Vrouwe van het Keizerrijk
Vrouwe van het keizerrijk is het derde deel van de fantasy-serie Keizerrijk-trilogie, geschreven door Raymond E. Feist en Janny Wurts. Deze serie over Mara, de jonge Regerend Vrouwe van de Acoma en haar rol in het Spel van de Raad, dat al eeuwenlang in het Keizerrijk Tsuranuanni in Kelewan wordt gespeeld tussen de machtigste families. De oorspronkelijke titel van het boek is Mistress of the Empire, en het werd uitgegeven in 1993.

## Samenvatting van het boek
Twee jaar na het einde van Dienaar van het keizerrijk lijkt alles goed te gaan met de dienaar van het keizerrijk Mara van Acoma en heer Hokanu van Shinzawai. Zij wonen gelukkig op het voormalig landgoed van Minwanabi en leven daar hun leven. Tot op een dag het noodlot toeslaat. Tijdens een picknick wordt het paard haar zoon Ajiki getroffen door een giftige pijl. In zijn val wordt Ajiki verpletterd door het paard en komt te overlijden. De giftige pijl blijkt afkomstig van een tong die ingehuurd was door Jiro van Anasati. Tijdens de begrafenis van Ajiki waar alle huizen aanwezig waren valt Mara, overmand door emoties, Jiro aan waardoor de oorlog wordt verklaard tussen de huizen Acoma en Anasati.
Mara roept haar hele clan op om ten strijde te trekken tegen de Anasati. Als alle legers tegenover elkaar staan opgesteld komen de magiërs van de Assemblee naar het strijdtoneel om de oorlog een halt toe te roepen en de huizen Acoma en Anasati te verbieden met elkaar in oorlog te treden. Omdat een van de clanleden de boodschap niet goed begrepen heeft wordt zijn hele compagnie door de magiërs vernietigd. Hiermee willen zijn ook een voorbeeld stellen wanneer Mara en Jiro het verbod zouden breken.
Na het verbod verplaatst de strijd tussen de huizen zich naar een ander terrein. Allereerst geeft Mara haar spionnenmeester Arakasi de opdracht om spionnen bij de Assemblee binnen te brengen. Na vele pogingen en mislukkingen is Arakasi tot de conclusie gekomen dat het infiltreren in de Assemblee niet mogelijk is.
Aan het huis Acoma wordt een grote klap uitgedeeld nadat tijdens een zogenaamd handelsbezoek uit Midkemia, die bestond uit vermomde tong, het huis had aangedaan en Mara vergiftigde chocola heeft gegeven. Mara wordt doodziek en raakt de zoon waar ze op dat moment zwanger van is kwijt. Door toedoen van de spionnenmeester Arakasi wordt het gif achterhaalt en kan een tegengif worden bereid door de priester. Ze wordt uiteindelijk gered, maar de priester meldt aan Hokanu dat ze nog maar één kind kan krijgen.
Nadat Mara voldoende is hersteld geeft ze haar spionnenmeester een gevaarlijke opdracht. Hij moet het logboek van de Tong zien te bemachtigen en moet de leider van de Tong vermoorden. Na maanden van onderzoek naar de daadwerkelijke verblijfplaats van de Tong weet Arakasi de leider te vermoorden en ook het logboek te stelen.
Nu duidelijk is wie achter de aanslagen zit en doordat Mara geen acties mag ondernemen van de Assemblee doet Mara er alles aan om achter het 'taboe' te komen. De pogingen van de spionnenmeester hebben echter geen resultaat. Het enig wat duidelijk wordt gemaakt door de koningin van de cho'ja en door Milamber (ofwel Puc is dat Mara het antwoord moet zoeken op de Thureense hoogvlakte. Na een lange reis wordt Mara toegelaten tot de stad waar de magiërs van de Cho'ja leven. Deze willen haar omwille van het 'taboe' van honderden jaren geleden vermoorden. Mara weet samen met haar legerleider de Cho'ja te overtuigen en keert terug naar haar eigen wereld met twee magiërs van de Cho'ja.
Aangekomen op Tsuranuanni blijkt dat de huidige keizer is vermoord in opdracht van de Anasati. Om de Anasati een halt toe te roepen stuurt Mara ook haar troepen richting de hoofdstad. Deze actie heeft echter tot gevolg dat de magiërs haar en Jiro oproepen om naar de Assemblee te komen om daar uitleg te geven. Tijdens de reis van Jiro wordt hij vermoord door Hokuna die hierdoor de moord op zijn vader wil wreken. Het zogenaamde reisgezelschap van Mara wordt vermoord door een magiër,  Mara had gelukkig samen met de cho'ja magiërs al een ander pad bewandeld en bevond zich op dat moment in de hoofdstad om de kroning van Justijn voor te bereiden.
Hoewel de magiërs van de assemblee er alles aan proberen te doen om de kroning van Justijn tot 92ste keizer tegen te gaan, wordt Justijn toch ingehuldigd als keizer, met behulp van de Cho'ja magiërs. Uiteindelijk zweren de magiërs ook trouw aan de keizer en keert de rust terug in het keizerrijk. Als beloning voor al haar werkzaamheden wordt Mara benoemd tot regent van Justijn en krijgt de titel Vrouwe van het keizerrijk.
Twee jaar na de inhuldiging wordt tijdens een belangrijke dag voor de keizer de tweeling van Hokanu voorgedragen en komt de nieuwe ambassadeur uit Midkemia zich voorstellen aan de keizer. De ambassadeur blijkt niemand minder dan Kevin van Zün.